# Karl Gustav Holmgren
Karl Gustav Holmgren född 1923 och växte upp på Vikbolandet, död 2005, var en svensk hötorgskonstnär som signerade sina verk KåGe eller Kåge. 
Mellan 1949 och 1959 målade Holmgren ca 15000 exemplar tavlor med anemonmotiv. Varje motiv är unikt i sitt slag men maniskt upprepande samma motiv en vas, skirt grönt, olika blommor och anemoner. Som 25-åring fick han se en i man Linköping som satt och målade tavlor föreställande anemoner. Holmgren tillverkade mallar och började en massatillverkning om 1 500 tavlor om året 1949. Efter att han målat motivet med mallen förbättrade han motivet med de små detaljerna för hand, det var detta som gav att varje tava är unik. Bland handlarna i konstkretsar kallas han för Anemon-Kalle. Många förväxlar hans signtur och tror sig äga en tavla utförd av konstnären Algot Wilhelm Kåge trots namnliketen skall han inte heller förxälas med konstnären Karl Gustav Leonard Holmgren.
På sin ålders höst utförde han rekvisitan till en utställning om arkeologiska utgrävningar i det bibliska Sodom.